# Heroes (1977)
Heroes é um filme estadunidense de 1977 dos gêneros comédia e drama, protagonizado por Henry Winkler e Sally Field.

## Sinopse
O filme conta a história de um Veterano da Guerra do Vietnã (Henry Winkler) que enfrenta problemas de readaptação à sociedade e tenta contornar suas mágoas do passado com novos objetivos e um novo amor (Sally Field).           